# Спасо-Преображенский Пронский монастырь
Спа́со-Преображе́нский Про́нский монасты́рь — мужской монастырь Рязанской епархии Русской православной церкви, расположенный в поселке Пронск, на левом берегу реки Прони.

## История

### Основание монастыря
История Пронской Спасской пустыни корнями своими уходит в начало XVII столетия.  Достоверно неизвестно, кто был основателем пустыни и когда она была основана. В хранщихся в фондах государственного архива Рязанской области ведомостях о Пронской Спасской пустыни за разные годы сообщается: «когда и кем основана сия пустынь неизвестно». Она существовала уже в первой половине XVII века, поскольку в писцовых книгах 1640 года князя Борзецова при исчислении разных угодий, принадлежавших стрельцам Старой слободы, сказано, между прочим, что у них был выгон против «Спасского монастыря», общий с новыми стрельцами.
Пронская Спасская мужская пустынь находилась «близ уездного города Пронска от Рязани в 50 верстах», на левом возвышенном берегу реки Прони. «Здесь церковь Живоначальныя Троицы с пределом Преображения Господня» — писал в 1852 году исследователь древних монастырей и церквей Ратшин. Протоиерей В. Гаретовский в писал в 1866 году: «Даже не видится прямой возможности объяснить… почему пустынь называется Спасскою, когда соборная церковь в ней во имя Святой Троицы. Вероятнее всего, существующая до сего времени Троицкая соборная церковь позднего уже происхождения». Он же предполагал, что в первые времена существования этой обители её единственный храм был во имя Преображения Господня, откужа пустынь и получила своё название. Пронской обитель называется по местонахождению рядом с одноимённым городом.

### XVIII—XIX века
Следующее упоминание о Спасской пустыни относится к 1724 году, когда встречается известие о переведении братии из Спасской Преображенской пустыни в Скопинский Троицкий монастырь и об упразднении пустыни, хотя и на короткое время.. Это произошло по именному Указу Петра I от 5 февраля 1724 года, согласно которому предписывалось упразднить монастыри с малой численностью монахов, а оставшихся монахов перевести в более крупные монастыри. До возобновления обители в середине XVIII века, в ней, судя по описям за 1739 и 1749 года, находились две деревянных церкви. Описывается это так: «Церковь Преображения Господня, в ней святые иконы местные: образ Преображения Господня в окладе, образ Казанской Пресвятой Богородицы без оклада, Богородица запрестольная, на ней венец чеховой позлащен; на престоле одежда кумашная, на нём евангелие, евангелисты серебряные, кресты обиты по дереву, серебряные сосуды, дискос и звездица, а другие сосуды оловянные и лжица оловянная; две ризы камчатые, одна красная, другая зелёная, у них оплечья парчевая на золоте, ризы камчатые белые, стихарь камчатый белый, да ещё при них ветхие ризы три, три потрахели, одна парчевая ветхая и 28 книг. Церковь Вознесения Господня, в ней святые иконы: образ Всемилостивого Спаса, образ Богородицы Казанской, запрестольная Богородица; на престоле одежа — выбойка бумажная, сосуды оловянные новые, покровцы на них камчатые ветхие, у царских дверей завеса полотняная. Этого монастыря святые врата с калиткой, над ними образ Спасителя с апостолами. Келья строительная с сенями, в ней заслон железный и топор казенный, 4 кельи братских со стенами. Амшеник ильмовый — рублен в лапу, покрытый тёсом и лубьями — ветхой, казенных 6 ульев со пчёлами. Монастырь кругом горожен забором ветхим».
В 1765 году каменная церковь была облагорожена стараниями помещика Ивана Ивановича Бурцева, прах которого покоится в Спасской пустыни. Видимо вклад и усердие Ивана Ивановича в обустройство обители были так велики, что в дальнейшем в описаниях пустыни его упоминают как строителя храма. Переустройством келий для настоятелей и братии (до этого времени они были деревянные и крыты соломой) занялся уже его сын — Андрей Иванович Бурцев, который, вероятно, построил и каменную ограду вместо плетневой.
В 1826 году жители города Пронска и его окрестностей высказали пожелание об учреждении 6 августа ежегодного крестного хода из Пронского собора и всех церквей города Пронска в Спасскую обитель, о соизволении чего и вышел Указ Рязанской консистории.

### XX век
К началу XX столетия Пустынь представляла собой довольно благолепный монастырь, в котором было три храма. Третья церковь каменная с одним престолом во имя сошествия Святого Духа на Апостолов, холодная, была устроена в жилом помещении на третьем этаже. Эта церковь была построена на средства помещицы Варвары Алексеевны Любавской, а после её смерти достроена на благотворительные средства и освящена в 1903 году. В 1913 году по штату в монастыре были положены: настоятель, два иеромонаха, два иеродиакона и два послушника, а проживали: настоятель, схиигумен, десять иеромонахов, шесть иеродиаконов, шесть монахов и пятнадцать послушников.
В 1918—1919 годах она была закрыта, а имущество передано в ведение уездных отделов социального обеспечения (уотсобесов) и землеотделам. Наступил 1919 год, а с ним и продолжение волны закрытия монастырей, репрессии духовенства. Обитель разорили, а монахов выгнали.
В сороковые годы в зданиях монастыря был размещен детский дом, затем Пронская специализированная (коррекционная) школа-интернат, существовавшая от времён окончания Второй мировой войны. Размещение детей-сирот, оставшихся без попечения родителей, помогло сохранить здания обители от полного разрушения, хотя и не в первоначальном виде — не сохранились два храма обители: на месте Троицкого построили дом, а Свято-Духовский на третьем этаже братского корпуса был снесён; Трехсвятский храм «обезглавили», снеся барабан и купол, и переоборудовали в жилое помещение.

### Восстановление монастыря
В феврале 2011 года по благословению правящего архиерея Рязанской епархии началось возрождение Пронской святыни. Как только жизнь обители начала постепенно возрождаться, монастырь приобрёл статус архиерейского подворья. На тот момент собственность монастыря не была передана ему, здания оставались на государственном балансе, но все документы по передаче были собраны и представлены губернатору Рязанской области. На территории было позволено производить работы по благоустройству. Братский коллектив начал косить траву и разбирать упавшие деревья, мыть помещения. В день Собора Двенадцати апостолов в летнем доме на две комнаты поселились первые насельники новоучреждённого архиерейского подворья.
2 октября 2013 года Священный синод Русской православной церкви в связи с прошением митрополита Рязанского и Михайловского Павла (Пономарёва) постановил открыть Спасо-Преображенский Пронский мужской монастырь, и его настоятелем назначен игумен Лука (Степанов).
Обновлены водоснабжение и канализация; отреставрирован и расписывается Трёхсвятительский собор монастыря; в монастырь вернулась одна из самых чтимых святынь обители — икона Божьей Матери «Утоли Моя Печали». Для монастыря на Святой горе Афон написана икона «Споручница грешных», взамен утраченной в революционное лихолетье — этот образ с торжественным крестным ходом встречали жители пронской земли и духовенство. Образ этот с благоговением хранится в храме монастыря как приемник благодати утраченной святыни. Работает гостиница, где могут остановиться паломники, начинаются работы по восстановлению храма Святой Троицы.

## Список настоятелей монастыря
В разные времена упоминаются строители или игумены монастыря:
- Чёрный послушник Пафнутий (упомянут в 1665)
- Прохор (уп. 1734)
- Феодорит (уп. 1749)
- Иосиф (уп. 1751 — уп. 1756)
- Иона (уп. 1763)
- Сергий (уп. 1771)
- Епифаний (уп. 1781)
- Иоанн (уп. 1786 — уп. 1790)
- Иринарх (уп. 1796)
- Алексий (уп. 1796 — уп. 1802)
- Лаврентий (уп. 1799)
- Симон (уп. в 1801)
- Тихон, уп. в 1802 по 1804 гг.
- Дионисий, уп. в 1804 по 1805 гг.
- Алексий, уп. в 1806 г.
- Палладий, уп. в 1807 г.
- Анастасий, уп. в 1808 г.
- Амвросий, уп. в 1817 по 1820 гг.
- Апполинарий, уп. в 1821 г.
- Феодосий (уп. 1837)